# 蒙特龙莱班
蒙特龙莱班（法語：Montrond-les-Bains，法語發音：[mɔ̃ʁɔ̃ le bɛ̃]），法国东南部城市，奥弗涅-罗讷-阿尔卑斯大区卢瓦尔省的一个市镇，隶属于蒙布里松区，其市镇面积为10.1平方公里，2022年1月1日时人口数量为5,655人，在法国城市中排名第2,072位。
蒙特龙莱班位于卢瓦尔省中部偏南，卢瓦尔河右岸，法国国道N89线和莫雷－里昂铁路在此交汇，是一个区域性的中心城市。1837年，法国历史上的首条有轨电车线路由蒙特龙莱班出发，向西连接彼时的卢瓦尔省省会蒙布里松；现代蒙特龙莱班则因当地的温泉水疗资源而闻名。

## 地名来源
“蒙特龙”一名来源于拉丁语，意为“圆形的山”，与法语相同；“莱班”则是一个常见的法语地名后缀，意为“温泉”，与当地的地质景观有关。

## 历史

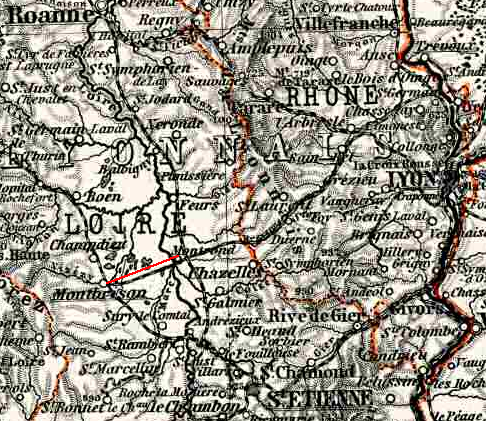
19世纪蒙特龙附近的铁路地图

蒙特龙莱班起源于中世纪的同名城堡，1435年首次以的形式被记载，此后长期为一个普通村落。法国大革命后，蒙特龙城堡被烧毁，蒙特龙被命名为“梅略-蒙特龙”（Meylieu-Montrond）成为罗讷-卢瓦尔省的一个市镇，后划归卢瓦尔省。工业革命期间，一条连接梅略-蒙特龙和蒙布里松的轻便铁路建成，成为了法国首条有轨电车线路，当地成立了“蒙布里松－蒙特龙铁路公司”（Société du chemin de fer de Montbrison à Montrond），该铁路此后成为里昂－蒙布里松铁路的一部分。1938年，梅略-蒙特龙更名为蒙特龙莱班。二战后，蒙特龙莱班因温泉疗养逐渐发展成为一座旅游城市，当地人口数量逐年增加。

## 地理

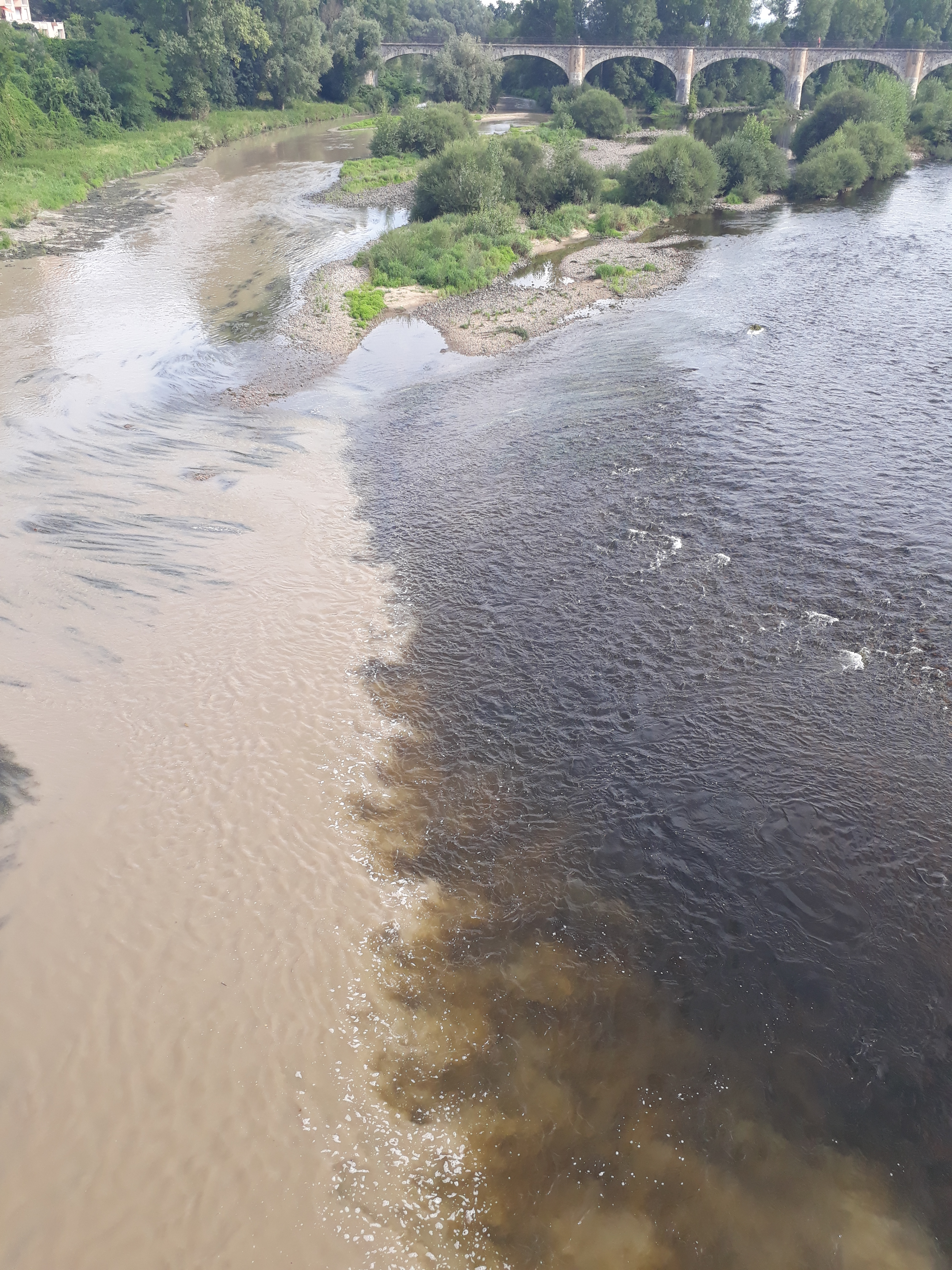
夸斯河与卢瓦尔河汇合处

蒙特龙莱班位于法国东南部，奥弗涅-罗讷-阿尔卑斯大区中部偏西和卢瓦尔省中部偏南，距离省会圣艾蒂安大约28公里。与蒙特龙莱班接壤的市镇包括：布瓦塞莱蒙特龙、沙兰勒孔塔勒、屈济约、马尔克洛、圣安德烈勒皮、于尼亚。

### 地形
蒙特龙莱班位于弗雷兹平原腹地，境内地势平坦，全境海拔在333到369米之间。

### 水文
卢瓦尔河干流自南向北流经境内，其右岸支流夸斯河在此与其交汇。

### 植被
蒙特龙莱班属于温带落叶林区，林地广泛分布于卢瓦尔河两岸。

### 气候
蒙特龙莱班在柯本气候分类法中属于温带海洋性气候。

## 行政区划
蒙特龙莱班是法国奥弗涅-罗讷-阿尔卑斯大区卢瓦尔省的一个市镇，编号为42149。蒙特龙莱班隶属于蒙布里松区、昂德雷济约-布泰翁县，同时也是福雷东市镇公共社区的办公驻地。
法国国家统计与经济研究所（简称）在进行数据统计时，将蒙特龙莱班及相邻的另外2个市镇设为蒙特龙莱班城市核心区，并将包括核心区在内的周边共117个市镇划为圣艾蒂安城市区。同时，还将蒙特龙莱班市镇分为了3个“块区”（IRIS），以便于统计人口分布情况。

## 交通

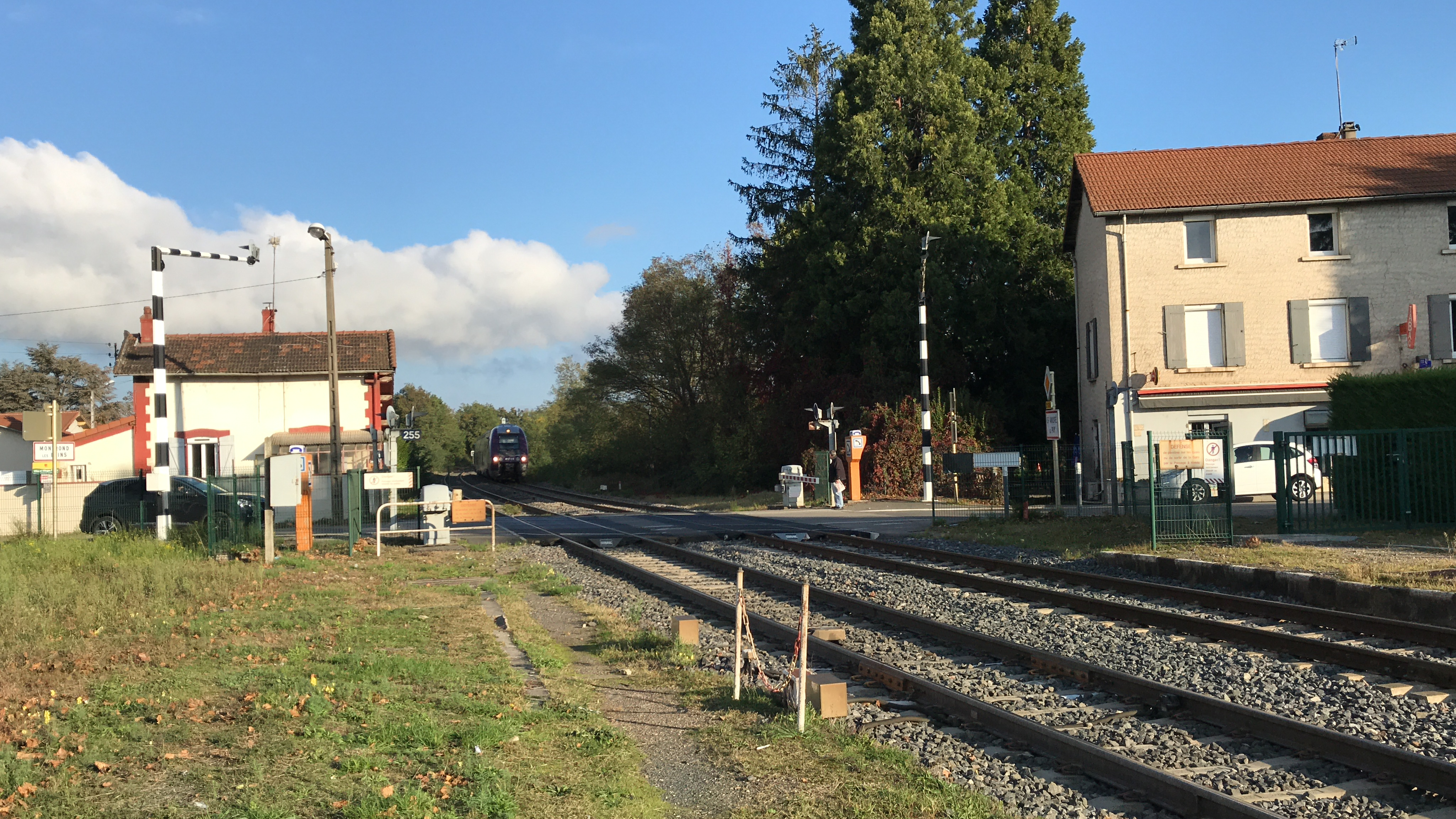
一列由罗阿讷方向驶来的TER列车正在靠近蒙特龙莱班火车站

### 公路
法国国道N89线和多条卢瓦尔省省道在蒙特龙莱班境内交汇，奥弗涅-罗讷-阿尔卑斯大区下属的城际客运提供巴士线路，可前往圣艾蒂安、罗阿讷、蒙布里松等地。
2017年，77.6%的蒙特龙莱班家庭拥有至少一辆的私人汽车。2018年，蒙特龙莱班境内共发生各类交通事故2起，造成6人受伤。

### 铁路
蒙特龙莱班位于莫雷－里昂铁路上。蒙特龙莱班站位于市区东部，停靠往返于圣艾蒂安和罗阿讷一线的区域列车。

### 航空
距离蒙特龙莱班最近的民用航空站为里昂圣埃克絮佩里机场，距离蒙特龙莱班市中心的公路里程约87公里。

### 城市公共交通
蒙特龙莱班暂无城市公共交通系统。

## 政治

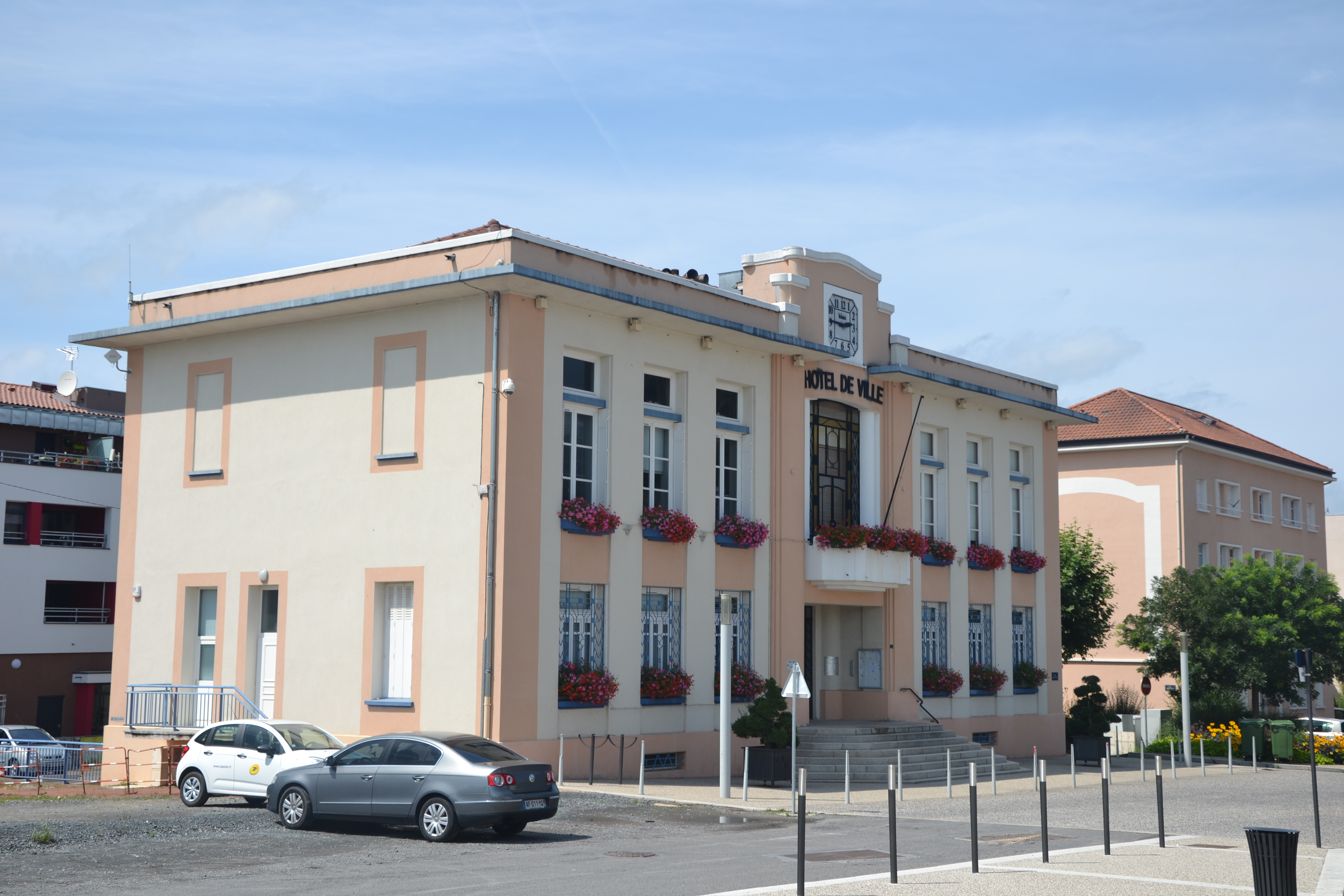
蒙特龙莱班市政厅

蒙特龙莱班的现任市长为塞尔日·佩尔塞先生（Serge Percet），他是一名右翼无党派人士，在2020年的市政选举中获得了62.4%的支持率。
在2017年的法国总统大选中，法国第25任总统埃马纽埃尔·马克龙在蒙特龙莱班获得了57.64%的支持率。

## 人口
2017年，蒙特龙莱班市镇人口数量为5,302，在法国排名第2,072位。其中男性2,539人，女性2,763人，75岁及以上人口占10.6%，外籍人口数量为861人，人口密度为524人/平方公里，当地居民被称为（男性）或（女性）。2018年，蒙特龙莱班境内出生51人，死亡人口49人。
| 年份   | 1936  | 1946  | 1954  | 1962  | 1968  | 1975  | 1982  | 1990  | 1999  | 2006  | 2011  | 2016  | 2017  |
| ------ | ----- | ----- | ----- | ----- | ----- | ----- | ----- | ----- | ----- | ----- | ----- | ----- | ----- |
| 人口數 | 1,629 | 1,729 | 1,859 | 1,927 | 2,436 | 2,714 | 3,137 | 3,627 | 4,031 | 4,608 | 4,852 | 5,301 | 5,302 |

## 经济
蒙特龙莱班是一个区域性的中心城市，当地共有各类用人单位730家，平均历史为14年，其中98.46%为中小型企业（PME）。普罗蒂耶尔集团（Etablissements Protière，汽车销售）、蒙特龙莱班赌场（Casino De Montrond-les-Bains，博彩）及托马采石场（Carrières Thomas，采石）是当地2019年营业额最高的三个企业，分别为44,212,714欧元、12,466,484欧元和6,541,840欧元。

## 财政收入
2018年，蒙特龙莱班的财政收入总额为6,458,100欧元，财政支出总额为4,624,250欧元，当年的债务总额为11,704,800欧元。
2015年，蒙特龙莱班的人均收入总额为2,417欧元，其中高职人员为4,096欧元，普通职员为1,928欧元。
2017年，蒙特龙莱班境内的青壮年（15至64岁）失业率为10.4%，当地55.4%的家庭拥有纳税资格。

## 社会事务

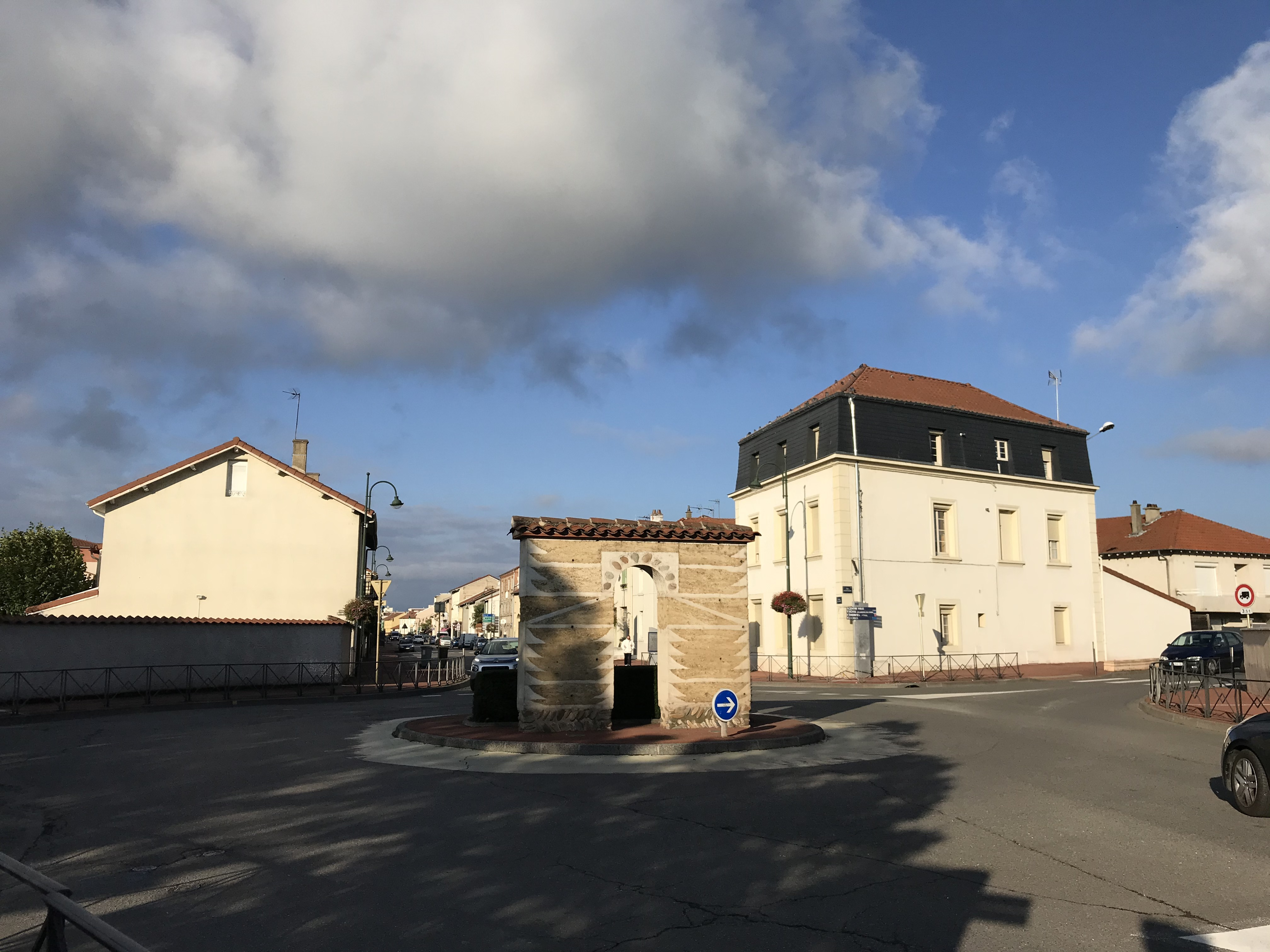
蒙特龙莱班的一处环岛

### 教育
蒙特龙莱班属于里昂学区。截止2019年1月1日，蒙特龙莱班境内共有1所幼儿园、1所小学和1所普通高中。2018至2019学年度，蒙特龙莱班境内共有在校学生1,069名。

### 医疗
截止2019年1月1日，蒙特龙莱班境内共有全科医生12名、保健师16名、牙医4名和护士21名。境内共有药房2家、养老院1家、残疾人帮扶中心5家。
蒙特龙莱班是弗雷兹中心医院（Centre Hospitalier de Forez）的服务范围，后者是法国的一个区域性医疗机构，其主病区位于蒙布里松市区，距离蒙特龙莱班大约15公里，设有床位489个，是当地规模最大的公立综合性医院。除此之外，蒙特龙莱班还有“科里扬·阿尔马健康医院”（Korian Alma Santé），后者是一个私立的医疗机构。

### 住房
2017年，蒙特龙莱班境内共有各类住房2,688套，其中60.5%为独立式居民区，39.2%为集中式居民区。常住房屋占蒙特龙莱班市镇范围内居民建筑总量的90.1%。

### 商业
2018年，蒙特龙莱班境内共有各类实体商铺152家，其中餐厅17家、大型超市3家、杂货店3家、面包房8家、肉铺1家、书店3家、装饰品店2家、银行门店7家、美容美发店14家、汽车维修店10家。市中心建有家乐福超市。

### 体育
2019年，蒙特龙莱班境内共有1间体育馆、2处网球场、2处足球或橄榄球场。
蒙特龙莱班有两支足球队：蒙特龙前进俱乐部（ETS Montrondaise）和卢瓦尔-弗雷兹足球俱乐部（GJ Loire Forez Football），2020至2021赛季均参加卢瓦尔省足球联赛。

### 环境
蒙特龙莱班的环境事务由其所属的公共社区负责。2018年，蒙特龙莱班境内暂无污染企业。

### 治安
2018年，蒙特龙莱班市镇范围内有1处宪兵队。
2014年，蒙特龙莱班及附近地区共发生各类案件4,848起，其中盗窃类案件3,115起，经济类案件467起，毒品交易类案件187起。

## 文化
2019年，蒙特龙莱班境内暂无任何文化设施。蒙特龙莱班市政府提供多媒体中心，向公众全年开放。

### 建筑
蒙特龙莱班境内有多处法国国家文物保护单位，其中蒙特龙城堡遗址位于蒙特龙莱班市中心，是当地的代表性建筑物。

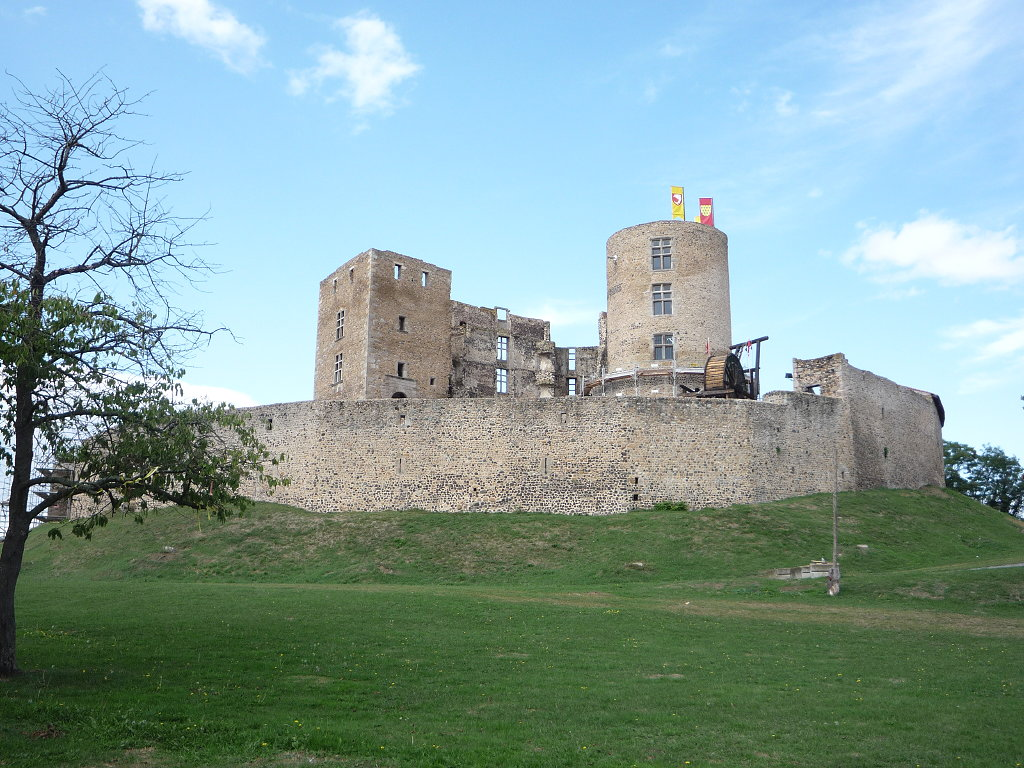
蒙特龙城堡（法语：Château de Montrond (Montrond-les-Bains)）遗址
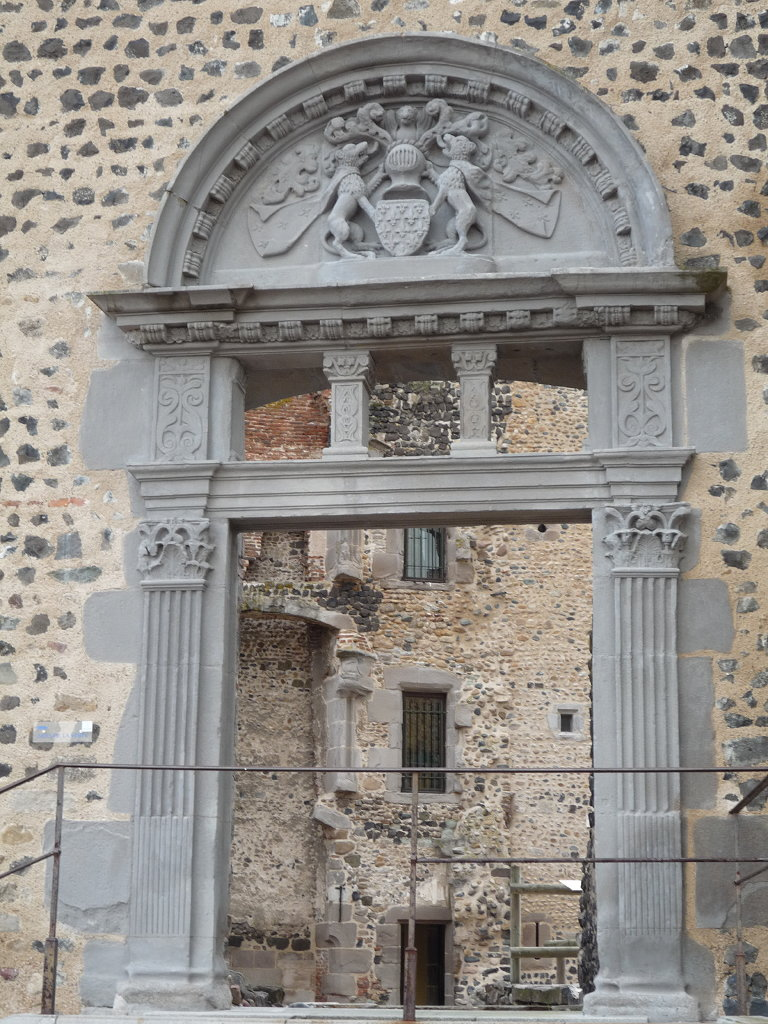
城门旧址
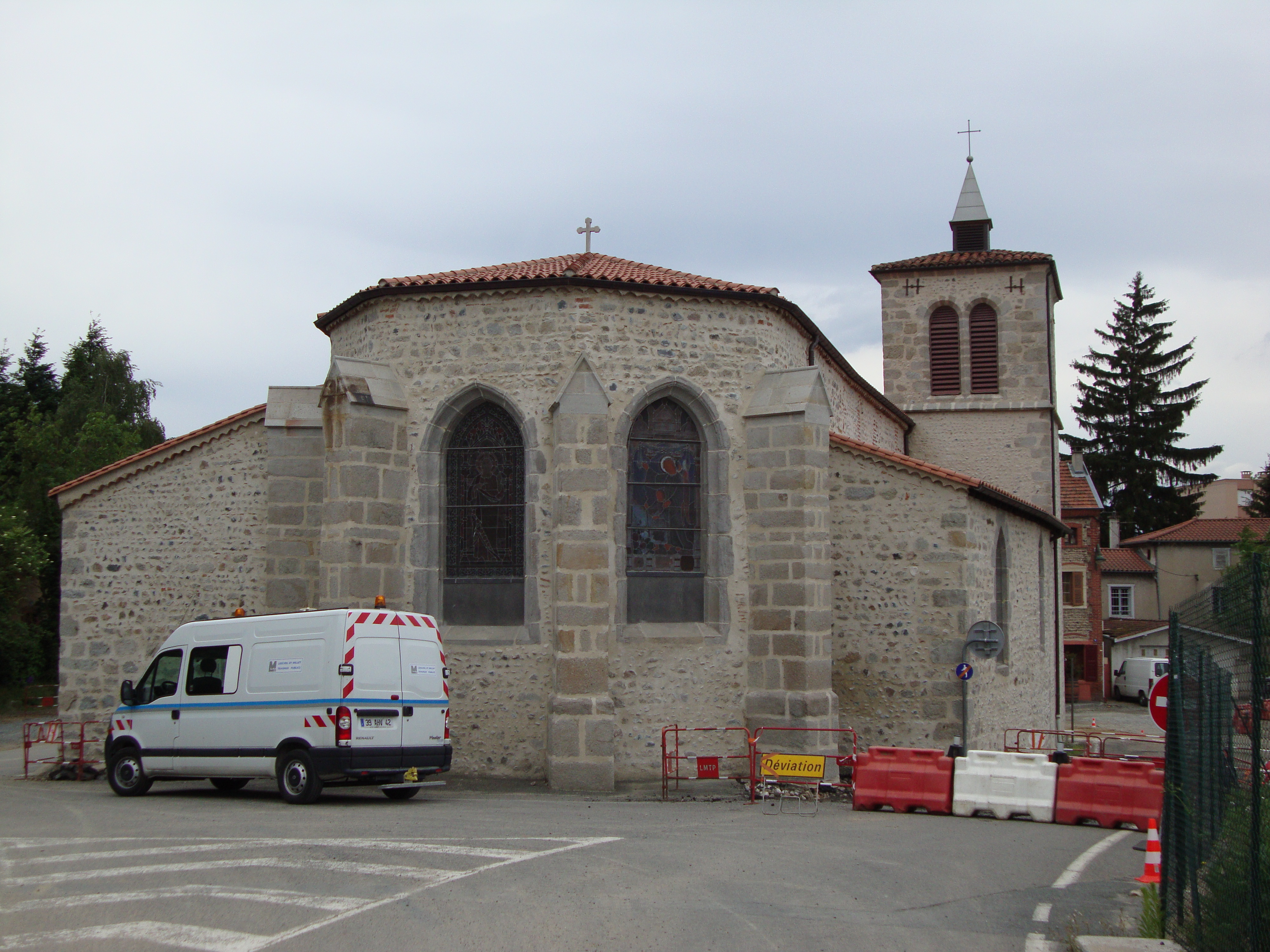
圣罗克教堂
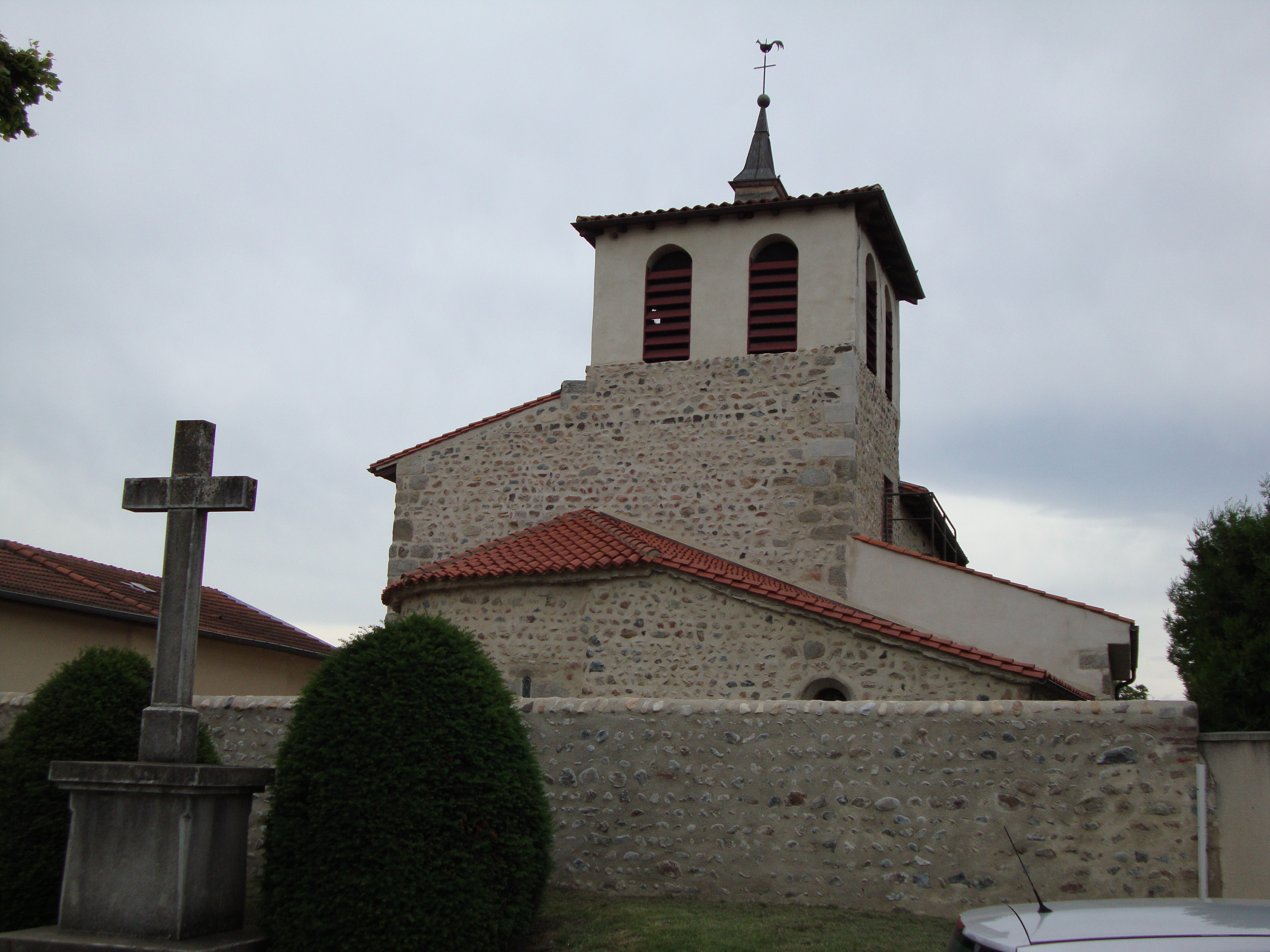
圣皮埃尔城堡
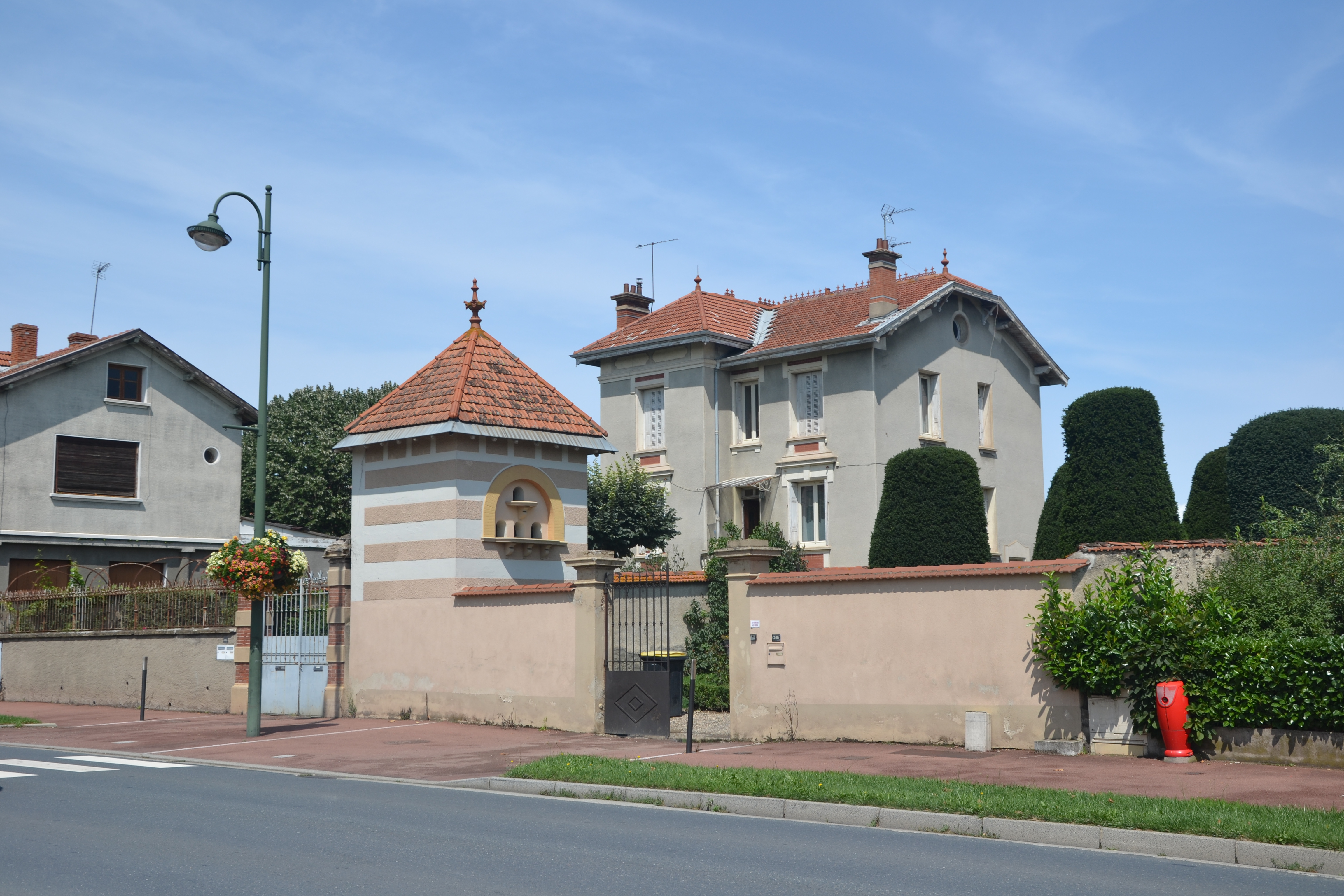
民居

### 旅游
蒙特龙莱班的旅游事务由其所属的公共社区负责。2020年，蒙特龙莱班境内共有2家宾馆共计64间房间。

### 媒体
法国主要的媒体均可在蒙特龙莱班接收，法国电视三台下属的奥弗涅-罗讷-阿尔卑斯大区频道在部分时段播出蒙特龙莱班所属区域的地方新闻。

## 友好城市
截至2020年12月，蒙特龙莱班暂未建立任何友好城市关系。